# Peter Kunert
Peter Kunert (* 12. Oktober 1949 in Querfurt) ist ein deutscher Politiker (FDP). Er war Landesvorsitzender der FDP Sachsen-Anhalt und langjähriger Bürgermeister der Stadt Querfurt.

## Leben
Kunert, Sohn einer bürgerlichen Familie und gelernter Kaufmann, studierte an der Ingenieurschule Roßwein in Sachsen Ingenieurökonomie für Schwermaschinenbau und war in einem Chemiemontagekombinat beschäftigt. Nach dem Tod seines Vaters übernahm er den Möbelkommissionsbetrieb seiner Eltern, den er bis 1989 führte. Anfang der 1970er Jahre trat er der Liberal-Demokratischen Partei Deutschlands (LDPD) bei und wurde im Dezember 1989 LDPD-Kreisvorsitzender, später Kreisvorsitzender der neugegründeten Freien Demokratischen Partei der DDR in Querfurt. Zu den Kommunalwahlen in der DDR 1990 wurde er zum Bürgermeister von Querfurt gewählt, übte dieses Amt zunächst ehrenamtlich, ab Herbst 1990 hauptamtlich aus.

## Landespolitik
Nachdem Gerd Brunner am 9. August 1991 als Landesvorsitzender der FDP Sachsen-Anhalt zurückgetreten war, wurde Peter Kunert auf einem außerordentlichen Parteitag am 7. September 1991 zum neuen Landesvorsitzenden gewählt.
Einige Monate vor der Landtagswahl 1994 versuchte Wolfgang Rauls, Peter Kunert als Vorsitzenden der FDP Sachsen-Anhalt abzulösen, was jedoch misslang. Vorausgegangen war eine Auseinandersetzung zwischen dem linksliberalen Landesvorsitzenden, der die Wahl von Ministerpräsident Christoph Bergner ablehnte und den Austritt aus der Koalition ankündigte, und der Landtagsfraktion, die Christoph Bergner trotz des Votum des Landesvorstandes zum neuen Ministerpräsidenten mitwählte. Peter Kunert lehnte, unterstützt von Hans-Dietrich Genscher, eine Koalitionsaussage zugunsten der CDU ab und erklärte die Möglichkeit eines Eintretens in eine Ampelkoalition. Um dies zu verhindern, schickte der rechtsliberale Parteiflügel Rauls in den Kampf um den Landesvorsitz. Rauls scheiterte jedoch mit 120 zu 154 Stimmen.
Zur Landtagswahl in Sachsen-Anhalt 1994 trat die FDP mit Kunert als Spitzenkandidaten an. Die Partei verlor fast zehn Prozentpunkte und scheiterte an der Fünf-Prozent-Hürde. Nach der Wahl schied Kunert als Landesvorsitzender aus; sein Nachfolger wurde Bruno Menzel.
1994 leitete die Magdeburger Staatsanwaltschaft ein Ermittlungsverfahren gegen Kunert ein, um zu untersuchen, ob er sich in seinem Amt persönliche Vorteile erschlichen habe. Kunert hatte im Juni 1990 wenige Tage vor der Währungsunion ein Haus in bester Lage zum Preis von 32.000 Ost-Mark vom Rat der Stadt gekauft. Die am Marktplatz gelegene Immobilie umfasst 300 Quadratmeter Ladenfläche sowie drei Wohnungen.

## Kommunalpolitik
Von Juni 1990 bis März 2015 war er Bürgermeister der Stadt Querfurt und damit der dienstälteste hauptamtliche Bürgermeister in Sachsen-Anhalt.